# Liberty, Quận Manitowoc, Wisconsin
Liberty là một thị trấn thuộc quận Manitowoc, tiểu bang Wisconsin, Hoa Kỳ. Năm 2010, dân số của thị trấn này là 1.250 người.